# Advokátní zkouška
Advokátní zkouška je odborná profesní zkouška, potřebná pro výkon svobodného povolání advokáta.
Za advokátní zkoušku se automaticky pokládá justiční zkouška, soudcovská zkouška, jednotná soudcovská zkouška, jednotná soudcovská a advokátní zkouška, prokurátorská zkouška, závěrečná zkouška státního zástupce, arbitrážní zkouška, notářská zkouška a exekutorská zkouška. Advokátní komora navíc může, v souvislosti se žádostí o zápis do seznamu advokátů, za advokátní zkoušku uznat i jinou obdobnou zkoušku.
Složit ji může každý, kdo uhradí poplatek ve výši 8500 Kč a kdo:
- má plnou svéprávnost,
- je bezúhonný,
- získal vysokoškolské vzdělání v oboru právo v českém magisterském studijním programu, nebo totéž vzdělání v zahraničí, pokud je v České republice uznáváno za rovnocenné (zkouška samotná se však koná pouze v jazyce českém nebo slovenském), a kdo
- vykonával po dobu alespoň tří let právní praxi jako advokátní koncipient.

## Průběh zkoušky
Advokátní zkouška se skládá před pětičlenným senátem zkušební komise advokátní komory a dělí se na písemný test, písemnou část a ústní část, ve kterých se ověřují znalosti z těchto oborů:
- ústavní a správní právo
- trestní právo
- občanské, rodinné a pracovní právo
- obchodní právo
- právní předpisy upravující poskytování právních služeb

Písemný test obsahuje celkem sto otázek; otázky jsou z výše uvedených oborů, pro úspěšné složení testu je třeba správně zodpovědět nejméně osmdesát pět otázek. Každá otázka obsahuje tři možnosti odpovědí, z nichž pouze jedna je správná. Čas na vykonání testu je devadesát minut. Test je neveřejný.

Písemná část zkoušky je neveřejná a lze se na ní přihlásit nejpozději šest měsíců po úspěšném vykonání písemného testu, koná se ve třech po sobě jdoucích dnech. V každém z nich je úkolem vypracovat písemnou práci (jeden den z oboru trestního práva, druhý den z oboru občanského, rodinného nebo pracovního práva a třetí den z oboru práva obchodního) na základě obsahu soudních či jiných spisů, nebo na podkladě písemné skutkové informace. Jde hlavně o vypracování návrhu na zahájení řízení, opravného prostředku, skutkového a právního rozboru nebo vyjádření, textu obhajovací řeči v trestní věci nebo závěrečného návrhu v řízení občanskoprávním, sepsání listiny a zpracování právního posudku. Doba vypracovávání písemné části zkoušky nesmí přesáhnout šest hodin.

Ústní část zkoušky, která je již veřejná, se koná v jednom dni a zúčastnit se jí může pouze uchazeč, který úspěšně vykonal písemnou část zkoušky. Zaměřena je zejména na ověření právně aplikačních schopností uchazeče. Kromě uvedených právních oborů se navíc zjišťují základní znalosti a orientace v evropském a mezinárodním právu. Doba trvání zkoušky by neměla přesáhnout devadesát minut.

## Hodnocení
Advokátní zkouška se hodnotí prospěchovými stupni advokátní zkoušku složil výtečně, advokátní zkoušku složil nebo advokátní zkoušku nesložil. Úspěšnému absolventovi se vydává osvědčení o složení advokátní zkoušky, které je jednou z podmínek pro zapsání do seznamu advokátů, vedeném advokátní komorou. V případě neúspěchu ji může maximálně dvakrát opakovat.